# 托克维尔 (芒什省)
托克维尔（法語：Tocqueville，法語發音：[tɔkvil]）是法国芒什省的一个市镇，属于瑟堡区。

## 地理
托克维尔（49°40'14"N, 1°20'12"W）面积5.9 平方千米，位于法国诺曼底大区芒什省，该省份为法国西北部沿海省份，西、北、东北三面环大西洋，东起顺时针与卡爾瓦多斯省、奧恩省、马耶讷省和伊勒-维莱讷省接壤。
与托克维尔接壤的市镇（或旧市镇、城区）包括：克利图尔、加特维尔勒法尔、圣热纳维耶夫、瓦尔康维尔、瓦鲁维尔、滨海维克。

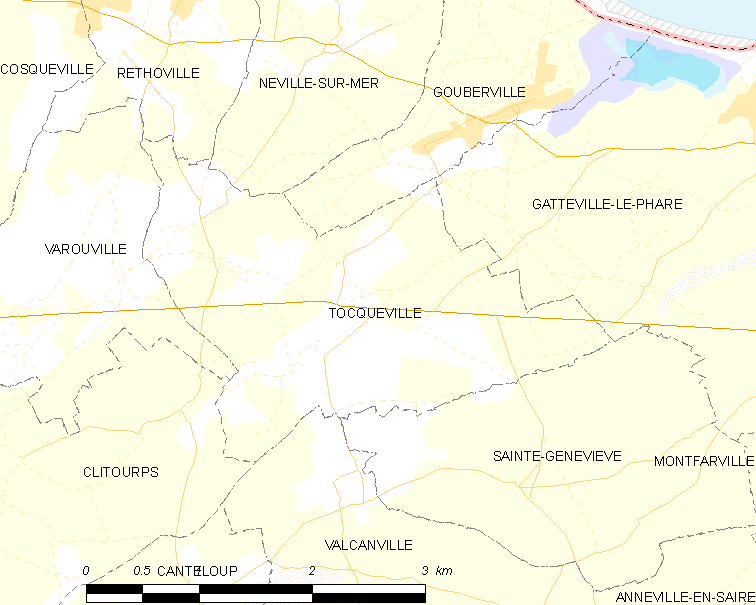
的OSM定位图

托克维尔的时区为UTC+01:00、UTC+02:00（夏令时）。

## 行政
托克维尔的邮政编码为50330，INSEE市镇编码为50598。

## 政治
托克维尔所属的省级选区为赛尔河谷县。

## 人口

1962-2008年间人口变化图示

托克维尔于2022年1月1日时的人口数量为257人。